# Igloolik
 Ovo je glavno značenje pojma Igloolik. Za istoimeni otok pogledajte Igloolik (otok).
Igloolik, naselje Iglulirmiut Eskima na istoimenom otočiću Igloolik pred obalom poluotoka Melville na prolazu Fury and Hecla Strait, Nunavut, Kanada. Prvi bijelci koji su pristigli u Igloolik bili su Sir William Edward Parry sa svojom družinom i dva broda Fury i Hecla koji su tu zimovali 1822-1823. Nakon njih u potrazi za preživjelima iz Franklinove ekspedicije dolazi 1867. i 1868. američki istraživač Charles Francis Hall. Negdje 1920.-te u Igloolik dolazi eskimski šaman Umik iz Pond Inleta koji je počeo propovjedati svoju verziju kršćanstva. 
Naselje se počinje razvijati 1930.-tih utemeljenjem rimokatoličke misije (1931) i postaje kompanije Hudson Bay (1939). Moderno naselje datira od 1959., a 1960. osnovana je i škola. Većina stanovnika bavi se tradicionalnim zanimanjima: lovom, ribolovom i kitolovom. Populacija 1,538 (2006).

## Vanjske poveznice
- Igloolik